# مستجدات الفك
مستجدات الفك (الاسم العلمي:†Caenagnathidae) هي فصيلة منقرضة من الديناصورات الصائدات المخلبية وحشية الأرجل من العصر الطباشيري في أمريكا الشمالية وآسيا. هم عضو في العظائيات سارقة البيض وأقرباء لفصيلة سارقات البيض. مثل غيرها من العظائيات سارقة البيض، كان لدى مستجدات الفك مناقير متخصصة وأعناق طويلة وذيول قصيرة، وكان يمكن تغطيتها بالريش.

## التصنيف
- فصيلة مستجدات الفك
  - أسرة مستجداوات الفك
    - جنس †مستجد الفك
    - جنس †الآنزو
    - جنس †خاطفة أباتي (†Apatoraptor)
    - جنس †مستجد الفك الآسيوي (†Caenagnathasia)
    - جنس †ضيق الأيدي التالي (†Epichirostenotes)